# Autoroute 15 (Québec)
Die Autoroute 15  in der ostkanadischen Provinz Québec gehört zum Trans-Canada-Highway-System.
Sie führt von der US-Grenze in nördlicher Richtung nach Montréal und später von Laval. Anschließend führt sie noch ein Stück weiter nach Norden in die Region Laurentides, wo sie bei Sainte-Agathe-des-Monts endet. Die Gesamtlänge beträgt 163 km.

## Streckenbeschreibung
Die gesamte Strecke ist autobahnähnlich mit mindestens zwei Spuren je Fahrtrichtung ausgebaut. Die Autobahn ist in drei Teilabschnitte gegliedert: Autoroute René-Lévesque heißt der Abschnitt südlich von Montréal, Autoroute Décarie die Autobahn im Ballungsraum Montréal sowie in der Region Laurentides Autoroute des Laurentides.
Sie beginnt an der Grenze zum US-Bundesstaat New York am Grenzübergang Champlain–Saint-Bernard-de-Lacolle. Die Interstate 87 bildet die südliche Fortsetzung. Die Autoroute 15 führt nach Norden und erreicht nach 55 km den Sankt-Lorenz-Strom, den sie bei Montréal überquert. Sie verläuft in nordwestlicher Richtung durch Montréal und Laval. Sie passiert die nördlichen Vororte Sainte-Thérèse und Saint-Jérôme. Anschließend verläuft sie parallel zur Route 117 in nordnordwestlicher Richtung durch die Hügellandschaft der Laurentiden. Die Orte Saint-Sauveur und Sainte-Adèle liegen an der Strecke. Schließlich führt die Autobahn an Sainte-Agathe-des-Monts vorbei und endet nordwestlich der Kleinstadt. Die Route 117 bildet die Fortsetzung der Straße nach Mont-Tremblant.